# La Famille LeBlanc
La Famille LeBlanc est un groupe de musique traditionnelle acadienne et celtique originaire de Tétagouche-Nord, au Nouveau-Brunswick (Canada). 

## Histoire
Établie près de Bathurst, la famille est composée de Robin LeBlanc et Rébecca Huot et leurs filles Charlotte, Rosalie et Mélodie. Tous deux enseignants, Robin est acadien tandis que Rébecca est originaire de Plessisville, au Québec. Ils se font initialement connaître par leur démarche d'autosuffisance alimentaire sur leur fermette familiale,,,.
La famille commence à jouer dans différents festivals de musique traditionnelle à partir de 2016. Le 7 août 2020, la famille publie son premier album intitulé Trois jolies demoiselles. Elle se fait connaître rapidement grâce à des vidéos publiées sur les médias sociaux. La même année, la famille fait l'objet du documentaire Une façon d'être ensemble,. Réalisé par Francine Hébert, le film remporte le prix La Vague du meilleur court-métrage au Festival international du cinéma francophone en Acadie,.
Le 5 mai 2023, le groupe fait paraître son deuxième album Perdrais-je mon temps?,. 

## Membres
- Robin LeBlanc : clavier
- Rébecca Huot : percussions et chant
- Charlotte LeBlanc : fiddle
- Rosalie LeBlanc : concertina
- Mélodie LeBlanc : whistle

## Prix
Parmi les nominations et prix remportés par le groupe :
- 2024 : Nomination - Enregistrement folklore/traditionnel de l'année (East Coast Music Association (en))
- 2024 : Nomination - Young performers of the year (Prix de musique folk canadienne)
- 2023 : Prix ROSEQ (FrancoFête en Acadie)
- 2023 : Personnalité culturelle de l'année (Acadie Nouvelle)